# حمزه کودری
حمزه کودری (انگلیسی: Hamza Koudri؛ زادهٔ ۱۵ دسامبر ۱۹۸۷) بازیکن فوتبال اهل الجزایر است.
از باشگاه‌هایی که در آن بازی کرده‌است می‌توان به باشگاه فوتبال مولودیه الجزایر و باشگاه فوتبال اتحاد الجزایر اشاره کرد.
وی همچنین در تیم‌های ملی فوتبال الجزایر بازی کرده‌است.